# Luciola trilucida
Luciola trilucida là một loài bọ cánh cứng trong họ Đom đóm (Lampyridae). Loài này được Jeng & Lai in Jeng, Yang & Lai miêu tả khoa học năm 2003.